# U-764
U-764 – niemiecki okręt podwodny (U-Boot) typu VII C z okresu II wojny światowej. Okręt wszedł do służby w 1943 roku. Jedynym dowódcą był Oblt. Hanskurt von Bremen.

## Historia
Wcielony do 8. Flotylli U-Bootów celem szkolenia załogi, od listopada 1943 roku kolejno w 9. i 11. Flotylli jako jednostka bojowa.
Odbył osiem patroli bojowych, podczas których zatopił jeden statek o pojemności 638 BRT i dwa okręty – fregatę typu Captain HMS „Blackwood” (1085 t) i okręt desantowy HMS LCT-1074 (611 t).
27 listopada 1943 roku U-764 zestrzelił atakujący go brytyjski samolot Vickers Wellington. Przebywające w pobliżu U-262 i U-238 uratowały po jednym członku załogi bombowca. Podczas przesłuchania radiooperatora Niemcy dowiedzieli się, że alianckie samoloty są w stanie lokalizować U-Booty na podstawie pasywnego namierzania urządzenia ostrzegającego Naxos. W związku z tym zakazano używania go na U-Bootach. 29 i 30 listopada 1943 roku okręt atakowany był (bezskutecznie) przez samoloty z lotniskowca eskortowego USS „Bogue”. 15 czerwca 1944 roku kontratak jednostek eskorty po zatopieniu HMS „Blackwood” uszkodził U-Boota i zmusił do powrotu do Brestu.
Poddany 14 maja 1945 roku w Loch Eriboll (Szkocja), przebazowany do Loch Foyle (Szkocja). Zatopiony 2 lutego 1946 roku podczas operacji Deadlight.